# Wicca celta
Las creencias de la Wicca celta se encuentran firmemente enraizadas en la Tierra y en los espíritus elementales que constituyen la propia esencia de la Naturaleza, lo que incluye los cinco elementos básicos que la conforman: aire, agua, tierra, fuego y espíritu.
Los wiccanos celtas se caracterizan por mostrar un gran respeto por la tierra y además por el interés hacia el conocimiento constante. Además se interesan por las cualidades curativas de las plantas y las piedras, así como su aplicación para mejorar la salud de humanos y animales; el uso de los flujos energéticos de la tierra, los árboles y formaciones rocosas, lagos, ríos, etc.
Una característica primordial de los wiccanos celtas es la devoción por la Gran Madre, La Madre y las Diosas Guerreras, lo cual brinda una situación de igualdad absoluta entre la mujer y el hombre.
Un wiccano celta está dispuesto a aprender y utilizar la magia de las hierbas y plantas, de las piedras y gemas. Debe respetar los poderes de los elementales y de los elementos al solicitar su ayuda. Además debe aprender a comunicarse con los espíritus de los antiguos. Se aprende que aquello aparentemente imposible, puede ser posible, si se le respeta adecuadamente.
La wicca celta se basa en el equilibrio de lo espiritual o supremo y lo material o físico, ya que uno se encuentra presente en el otro. Es primordial cultivar la espiritualidad propia en cada persona, que es la que ayuda a entrar en contacto con el mundo espiritual. 
Para los wiccanos celtas, los brujos o magos deben cultivar cuatro poderes que se constituyen en normas antiquísimas de iniciación y consisten en "saber" (noscere), "atreverse" (audere), "querer" (velle), "permanecer callado" (tacere): "Saber los conocimientos para practicar los ritos mágicos, atreverse a ponerlos en práctica, querer la manifestación y permanecer callado respecto a lo que se hace". Esta última parte es muy importante ya que el silencio de sus creencias y actos evita que personas curiosas les juzguen o interfieran con sus propias vidas.
Para permanecer equilibrado, el brujo o bruja wicca celta debe contar con esos cuatro poderes que así mismo están relacionados con los Cuatro Elementos: saber (noscere) se corresponde con el aire; atreverse (audere) se corresponde con el agua; querer (velle) se corresponde con el fuego y callar (tacere) se corresponde a la tierra. Existe un quinto elemento tanto o más importante que estos cuatro: evolucionar, ir, progresar, andar (iré) que se corresponde con el espíritu que habita en el interior de todas las cosas.
La tradición celta de la Wicca funciona básicamente respetando y conociendo las fuerzas de las energías del planeta, de la naturaleza, de la Luna y del Sol (representantes de La Gran Madre y el Gran Padre respectivamente). Se trata de una tradición que se encuentra en perfecta armonía con nuestro planeta y por consiguiente con todos los seres que habiten en él.